# 이전 (1517년)
이전(李戩, 1517년 1월 21일 ~ ?)은 조선 중기의 무신, 군인, 정치인으로 조선 중종, 명종, 선조 때의 장군이다. 자(字)는 언우(彦祐), 언점(彦漸), 초명은 언석(彦晳), 다른 이름은 이전(李戬), 본관(本貫)은 우계(羽溪)이다. 임진왜란 때 피난가는 선조왕의 가마를 의주까지 호종(扈從)하였다.
1539년(중종 33) 무과에 급제, 이후 선전관, 1540년 훈련원 판관, 1546년 호조좌랑과 정랑, 1553년 사도시첨정 등을 거쳐 장흥부사와 경흥부사 등을 거쳐 1560년 승정원좌부승지, 1561년 동부승지와 좌승지, 공조참판(工曹參判) 등을 지내고 그 해 북병사가 되었다. 1566년(명종 21) 대호군으로 동지사가 되어 명나라에 갔다가 현지에서 공조참판직과 정조사에 임명되었다. 이후 경기도수군절도사, 1567년(명종 22) 경상우도수군절도사, 전라도 병마절도사를 거쳐 1568년(선조 1년) 6월 12일 제주목사(濟州牧使)로 부임하였다. 1571년(선조 4) 1월 체직되어 행 사직(司直)으로 전임되고 1573년(선조 6) 5월 2일 그는 경상우도병마사(慶尙右道兵馬使)에서 형문을 가하던 중 사람이 죽어, 형장을 남용하여 사람을 죽였다며 순무 어사(巡撫御史)에게 탄핵받아 파직되었다가 다시 복관되었다.1573년(선조 6) 첨지중추부사가 되었다가 전임지인 경상 좌병사(慶尙左兵使)로 있을 때 분양마(分養馬)가 여윈 일로 사헌부의 탄핵을 받고 체임되었다. 1573년(선조 6) 충청도병마절도사가 되고, 이후 평안도병마절도사, 오위도총부부총관 등을 거쳐 1583년 경연특진관, 1584년 평안병사 등을 지냈다.
1587년(선조 20) 경기도수군절도사로 있을 때 도성을 나서자마자 바로 교자에 올라탔다는 이유로 사헌부의 탄핵을 받고 파직되었다. 이후 포도대장, 군기시제조, 비변사당상 등을 역임하였다. 1592년(선조 25) 4월 임진왜란 발발 직후 수성좌위장을 맡아 성곽을 수축했으며, 임금에게 전략 12조를 헌책하였다. 4월 말 어가의 파천이 정해지자, 피난가는 선조의 어거를 의주까지 호종한 공로로 지중추부사(知中樞府事)로 승진하였다. 1604년(선조 37) 호성원종공신3등(扈聖原從功臣三等)에 책록되다.
이지방의 손자이고, 이광식의 아들이다. 이감의 친동생이었다. 이복남, 이인남의 할아버지였다. 임진왜란 당시 그의 두 아들 경헌과 승헌, 손자 인남은 탄금대 전투때 신립 휘하에서 싸우다 전사했고, 다른 손자 이덕남은 김화현감으로 있다가 올라오는 왜군과 교전하다 전사했다. 강원도 강릉부 출신.

## 생애

### 생애 초반
1517년(중종 12) 1월 21일 강원도 강릉부에서 태어났으며 할아버지는 평안도병마절도사와 경상좌수사를 지낸 이지방이며 아버지는 병조참판과 중추부동지사를 지낸 이광식이고, 어머니는 함안이씨로 정국공신(靖國功臣)으로 강원도관찰사와 평안도관찰사를 지낸 이세응(李世應)의 둘째 딸이다. 형제자매로는 형 이계변과 이감(李戡)이 있고, 동생은 이용(李庸+戈)이며, 누이동생은 윤원형, 윤원로, 문정왕후의 조카인 윤강(尹綱)에게 출가하였다. 아버지 이광식은 엄격하여 그가 나이 40에 이르러 승지에 올랐을 때에도 허물이 있으면 거침없이 회초리를 들었다.
고려 말 강계원수로 요동 정벌에 출정했으며, 2차 요동 정벌에서 이성계가 회군하여 조선을 건국하자 벼슬을 버리고 순흥 소백산에 은거한 퇴은 이의의 7대손이다. 할아버지 이지방의 대에 무과에 급제, 평안도병마절도사로 변방을 방어하였다. 할아버지 이지방, 아버지 이광식, 이전, 동생 이용은 모두 병마절도사, 수군절도사로 근무하며 변경을 방비하였다.
어려서 이름은 언석(彦晳)인데, 뒤에 전으로 개명하였다. 자는 언우(彦祐) 또는 언점(彦漸)이다.
본부인은 고성이씨(古城李氏)로 형조좌랑 이광택(李光澤)의 딸이며 행촌 이암의 동생 문열공 이교(李嶠)의 8대손이고, 계부인 하빈이씨(河濱李氏)는 부장(部將) 이윤우(李允耦(手+愚))의 딸로 절제사 이맹례(李孟禮)의 증손녀이다.
교류하던 인물로는 미암 유희춘 등으로, 이전은 종종 그를 방문하였다. 미암 유희춘은 그의 형 이감, 조카 이성헌과도 종종 교류하였다.

### 관료 생활 초반
1539년(중종 33) 무과(武科)에 급제하여 바로 훈련원권지를 거쳐 그 해 선전관이 되고, 1540년(중종 39) 훈련원판관, 1546년(명종 1) 호조좌랑, 호조정랑을 지냈다. 1553년(명종 8년) 5월 14일 사도사첨정(司導寺僉正)으로 있을 때 관비를 데려다가 자기 첩으로 솔축했다 하여 그해 5월 14일 경상우도 수사 원적(元績), 부산포 첨사 신종(申鍾), 나주 목사(羅州牧使) 노경린(盧慶麟), 평산 부사(平山府使) 조숭조(趙崇祖), 김제 군수(金堤郡守) 김명언(金明彦) 등과 함께 사헌부의 탄핵을 받고 파직되었다가, 뒤에 복관했다.
그 뒤 1555년 6월 장흥부사(長興府使), 명종 11년(1556년) 경흥부사(慶興府使)를 거쳐 1558년(명종 13) 12월 만포첨사(滿浦僉使)가 되었다.

### 관료 생활
1560년(명종 15) 승정원의 좌부승지가 되었다가, 1561년(명종 16) 윤 5월 18일 동부승지(同副承旨), 그해 7월 겸 경연참찬관, 11월 좌승지를 지냈다. 그가 경연관이 되자 무인이 경연관이 되었다며 논박을 받았으나 왕이 듣지 않았다. 1561년(명종 16) 11월 5일 특명으로 다시 승진하여 가선대부 공조참판(嘉善大夫工曹參判)이 되었으며, 사헌부로부터 승진이 부당하다는 논계를 받았으나 명종이 무마시켰다. 같은 날 사헌부가 세번을 논계하여 가자를 개정하였다. 이때 그가 왕실의 봉보부인(奉保夫人)을 어머니처럼 섬기고 매우 아첨했다고 조롱하기도 하였다. 그러나 실록에서는 그가 아부했다는 봉보부인이 누군지는 언급되지 않는다.
1561년(명종 16) 12월 9일 함경북도 절도사로 나갔다. 이후 1562년 2월 함경북도절도사 겸 경성부사(鏡城府使)가 되었다가 그해 10월 체직되고, 전라도병마절도사를 거쳐 1563년(명종 18) 경기도수군절도사가 되었다. 이때 병중인 아버지의 병구완을 위해 수유(受由)를 청했다가 승정원의 탄핵을 받았으나 임금이 특별히 배려하여 처벌을 면하고 휴가를 받았다.
| “ | 이광식(李光軾)이 늙은 무관으로 오랫동안 병들어 있는 것은 누구나 다 아는 사실이며, 부자간의 심정이 절박하여 그런 것이니 추고할 수 없다. 이전의 본직을 체차해서 아비의 병환을 구료케 하여 효도로 다스리는 나의 뜻을 보여주도록 하라. | ” |

1566년(명종 21) 8월 대호군(大護軍)으로 명나라에 파견되는 동지사(冬至使)의 정사가 되어, 그해 11월 명나라 연경을 방문하여 동지를 하례하였다.
| “ | 지금 이미 성을 쌓았으니 우리 나라로서는 감히 왈가왈부할 바 아니나 이 성보는 적을 막는 데 아무런 관계가 없고 한갓 양국의 흔단만 열 뿐이어서 해만 있고 이익은 없을 것이기 때문에 감히 사견을 개진한다. 今已築城, 則下國不敢容議於其間。 然此堡不關於禦賊, 徒開兩國釁端, 有害無益, 故敢私布之。 | ” |

그는 동지사로 가던 길에 구련성(九連城) 성보 수축 이후 폐단을 통역관을 시켜서 적어 보냈다.
1566년(명종 21) 11월 3일 명나라에 체류 중 공조참판에 임명되어, 귀국하지 않고 다시 정조사(正朝使)로 연경을 방문하였으며, 12월 28일의 공양장황후(恭讓章皇后)의 능침 기신제에 참배하고 1567년 1월 돌아왔다.

### 군인 생활과 지방관 근무
귀국 직후 1567년(명종 22) 2월 3일 경상우도수군절도사(慶尙右道水軍節度使)로 부임했다가, 2월 29일 전라도 병마절도사(全羅道兵馬節度使)로 임명되었다. 그해 회령부사가 되었다가, 1568년(선조 1년) 6월 12일 제주목사(濟州牧使)로 부임하였다. 1571년(선조 4) 1월 체직되어 행 사직(司直)으로 전임되고, 이후 전라도병마절도사를 거쳐 1573년(선조 6) 5월 2일 그는 경상우도병마사(慶尙右道兵馬使)에서 형문을 가하던 중 사람이 죽었기 때문에 형장을 남용하여 사람을 죽였다며 순무 어사(巡撫御史)에게 탄핵받아 파직되었다가 다시 복관되었다.
1573년(선조 6) 첨지중추부사가 되고, 1573년(선조 6) 7월 18일에는 20일 훈련원에서 열리는 문신들을 대상으로 하는 활쏘기의 문신시사시관(文臣試射試官)으로 첨지(僉知)였던 그가 낙점되었다. 1573년 7월 27일에는 문신(文臣)을 대상으로 활쏘기 시험을 할 때 순장(巡將)으로 훈련원 일시관(訓鍊院 一試官)이 되었다. 그해 8월 2일 북병사(北兵使)에 임명되었으나, 8월 4일 전임지인 경상 좌병사(慶尙左兵使)로 있을 때 분양마(分養馬)가 여윈 일로 사헌부의 탄핵을 받고 체임되었다.
1573년(선조 6) 8월 23일 다시 충청병사(忠淸兵使)로 제수되어 내려오다가 미암 유희춘을 방문했다.
1574년(선조 7) 충청도병마절도사로 재직 중, 그해 3월 15일 대간으로부터 탐오하고 포악하다는 이유로 파직을 청하는 탄핵을 받고 체직되었다. 그러나 그를 탄핵한 사간원에서는 그가 어떤 이유로 탐오하고 포악한지 설명하지 못하였다. 3월 16일 선조는 명을 환수하여 서용의 명을 내렸다. 이후 동지중추부사 겸 경연특진관에 제수되었다.

### 변방 방어 활동

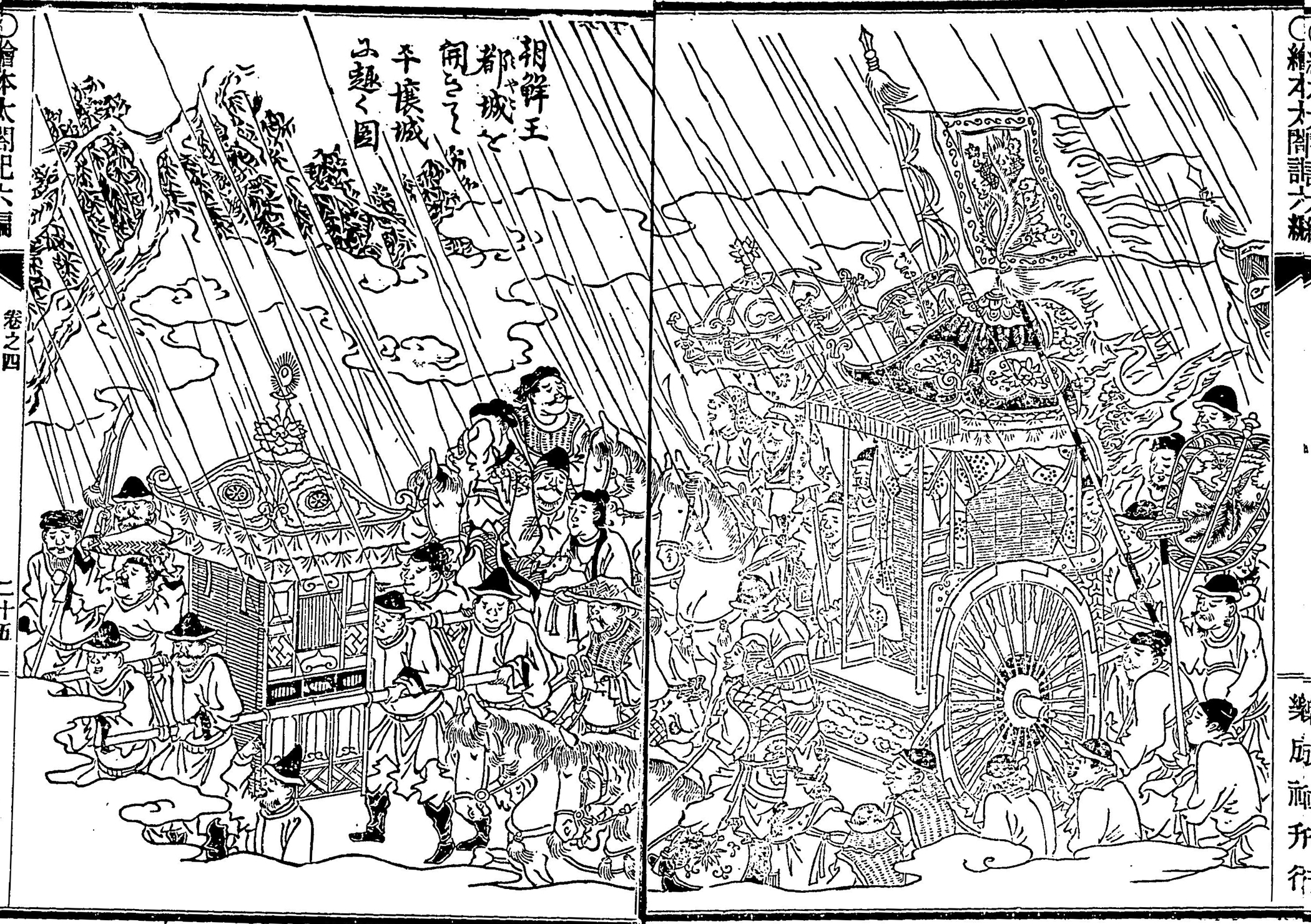
피란길에 오르는 선조의 어가행렬

1574년(선조 7) 7월 27일 회령부사(會寧府使)에 임명되었다. 그는 북병사, 회령부사 등을 역임하여 북문으로 쳐들어온 야인을 세번 토벌하고 서방경계를 넘어와 약탈하는 야인들도 두번 진압 축출하였다.
1574년(선조 7) 7월 회령 부사(會寧府使)가 되었다가 그해 12월 함경북도절도사 겸 경성부사로 전임되었으나 이듬해 사직하였다. 이후 훈련원도정 겸 오위도총부부총관이 되었다가, 1581년(선조 14) 11월 4일 개인 일신의 사정을 이유로 청탁한 것과, 합심으로 비호하여 범행이 드러난 암거래상을 완전히 놓아주었다는 이유로 대간의 탄핵을 받았지만 왕이 무마시켰다. 이후 사헌부가 여러번 이 일을 논계하였으나 왕이 듣지 않았다.
1583년(선조 16) 남방의 사변을 대비한 장수를 천거할 때, 비변사(備邊司)로부터 도성의 방어사 적임자로 천거되었다. 1583년(선조 16) 3월 비변사 당상으로 있을 때, 왕명으로 인재를 추천케 하자 성혼을 추천하였다. 1583년(선조 17) 7월 특진관(特進官)으로 경연에 참여하였다.
1583년 7월 20일 왕명으로 특진관(特進官) 곽흘(郭屹)과 함께 경연에서 북방의 일을 논의하라고 하였으나, 피하고 들어가지 않았다. 1584년(명종 17년) 봄 평안도병마절도사 겸 수군절도사가 되고, 영변대도호부사를 겸직했다. 1584년 3월 17일 선조가 이전과 신립을 20일에 거행할 습진(習陣) 행사의 대장으로 임명하도록 명령했다가 비변사의 말에 의하여 도로 파하다. 1586년 봄 중추부사로 전임되었다.

### 생애 후반
1587년(선조 20) 경기도수군절도사로 있을 때 도성 문을 나서자마자 바로 교자에 올라탔다는 이유로 그해 12월 1일 사헌부의 탄핵을 받고 파직되었다. 이후 훈련원도정 겸 오위도총부부총관, 병조참판, 포도대장, 군기시제조, 비변사당상 등을 역임했다.
1592년(선조 25) 4월 임진왜란이 터지자 의정부우의정 이양원(李陽元)을 수성대장(守城大將)에 임명하고, 이전과 변언수(邊彦琇)를 수성좌위장(左衛將)과 경성우위장(右衛將)에, 신각(申恪)을, 중위대장(中衛大將)에, 박충간(朴忠侃)을 경성순검사(京城巡檢使)에 임명하여 성곽을 급히 수축하게 하고, 도성을 방비하게 하였다. 그러나 혼란이 지속되던 4월중순 유도대장으로 개차되었으나 오위장(五衛將)이 도주하고, 병사들이 탈영하였다. 그해 4월 말 어가 천도가 결정되자, 4월 30일부터 나이 80에 서북으로 몽양가는 선조 어가(御駕)를 호위(護衛)하여 개성으로 피난했으며, 이어 5월 평양을 거쳐 6월 의주까지 가마를 호종했다. 5월 훈련에 익숙한 장수라 하여 대신들의 추천을 받아 검찰부사(檢察副使)에 임명되었다. 임금에게 전략 12조를 헌책했고, 1592년(선조 25) 6월 29일 어가를 호종한 관료들을 포상할 때 중추부사(中樞府事)에 올랐다.
일본군이 충주를 함락하고 도성에 당도하자, 일부 병사들이 추가로 대열을 탈영(脫營)하고, 오위장(五衛將)들도 탈영하였다. 그해 10월, 동지(同知)로 도성방어 초기에 오위장과 병사들의 탈영을 막지 못한 일로 스스로 대죄하였다.
| “ | 신이 변이 일러난 초기에 유도 대장(留都大將)으로서 호령이 엄하지 못하여 오위장들이 모두 달아나버리고 나타나지 않아 끝내 지키지를 못했으니 이는 신의 죄입니다. 수령과 변방 장수들 가운데 섬을 버렸거나 진(鎭)을 버린 자는 모두 군율에 의해 조처되었는데 신만이 죄책을 면하였으니 국가의 기율(紀律)이 어떻게 되겠습니까. 황공함을 이기지 못하여 대죄(待罪)합니다. 또 그때 도망쳤던 위장 가운데 행재소에 와 있는 자도 있으니 함께 군율에 처한 뒤라야 국가의 기강이 진숙(振肅)될 것이므로 감히 아룁니다. 臣變初, 爲留都大將, 號令不嚴, 五衛將逃遁不現, 終至失守, 此臣之罪也。 凡守令邊將, 棄城棄鎭者, 皆蒙軍律。 臣獨免罪責, 其如國家紀律何? 不勝惶恐待罪。 且其時逃遁衛將, 亦有來在行在者, 竝用軍律, 然後庶可振肅國綱, 敢啓。 | ” |

그러나 선조는 대죄하지 말라며 이를 무마시켰다. 1592년(선조 25) 10월 19일 병력 징발을 논할 때, 강원도에 산척이 많음을 들어 병력 징발이 가능함을 건의하였다. 그는 의주 행재소에서 충청도와 전라도에서 근무 중이던 손자 이복남(李福男)과 편지서신을 주고 받았고, 이는 후손들에 의해 《참판공 전-충장공 복남 조손복주첩》으로 정리되었다. 이후 자헌대부 지중추부사 겸 군기시제조 비변사당상이 되었다가, 다시 지중추부사를 역임했다.
최종 관직은 자헌대부 지중추부사 겸 군기시제조 비변사당상이었다. 정확한 사망 시점은 알려진 것이 없다. 그러나 호성원종공신을 책록하던 1604년(선조 37) 무렵에는 생존해 있었다.

### 사후
사후 경기도 광주군 언주면 포전리(浦前里, 훗날 포이리, 서울특별시 강남구 포이동에 편입)에 안장됐다가 1971년 4월 27일 다시 경기도 안성군 삼죽면 진촌리(현, 안성시 삼죽면 진촌리) 산 180번지 3호 건좌로 이장했다. 이때 광주군 신원 내곡 묘좌에 안장됐던 첫 부인 하빈이씨 역시 함께 이장하여, 합장하였다. 한편 그의 아들 이준헌의 묘 역시 광주군 언주면 포전리, 대모산(大毛山) 북록 부신산(夫信山)에 매장되었다가 경기도 안성군(현, 안성시) 삼죽면 진촌리 산 180번지 3호 건좌로 이장했다. 아들 이준헌의 묘가 이장되고, 나중에 그의 묘소가 먼저 이장된 이준헌의 묘 주변으로 이장된 것이다. 동아방송전문대학 건너편 북동쪽 산으로, 회암저수지 근처였다.
1988년 4월 5일 다시 안성군 삼죽면 진촌리 산 180번지 3호에서 충청북도 괴산군 사리면 화산리 산 42번지 상리부락 해좌(亥坐)로 이장되었다.
임진왜란이 종결된 후 공신을 포상할 때 1604년(선조 37) 호성원종공신3등(扈聖原從功臣三等)에 책록되었다. 이때 그의 아들 이봉헌(李奉憲)도 사과로 재직 중 호성원종공신 3등에 책록되었다.

## 일실 오절
임진왜란 당시 이전의 세 손자와 두 아들이 전사했다. 이전의 손자(그의 장남 이준헌의 둘째아들) 이복남은 임진왜란 시 전주 웅치에서 승전하였지만 1597년 남원성에서 순절했고, 이준헌의 셋째 아들 이인남은 무과 급제후 남도 우후로 신립의 휘하에서 충주 탄금대 전투에서 전사했다. 이준헌의 넷째 아들 이덕남 (1559년)은 임진왜란 직후 김화현감(金化縣監)으로 올라오는 왜적을 맞아 싸우다가 전사했다.
이전의 셋째, 넷째 아들 이경헌과 이승헌은 신립 장군의 부관으로 충주 탄금대전투에서 순절하여 세간에서는 일실 오절(一室五節)이라 칭했다.

## 저작
- 《참판이공전조손주복첩 (參判李公-戩-祖孫往復帖)》, 피난가는 어가를 호위하는 이전과 그의 손자로 충청도에 있던 손자 이복남이 주고받은 편지서찰을 이전의 6대손 이봉채가 엮은 것이다.

## 화랑

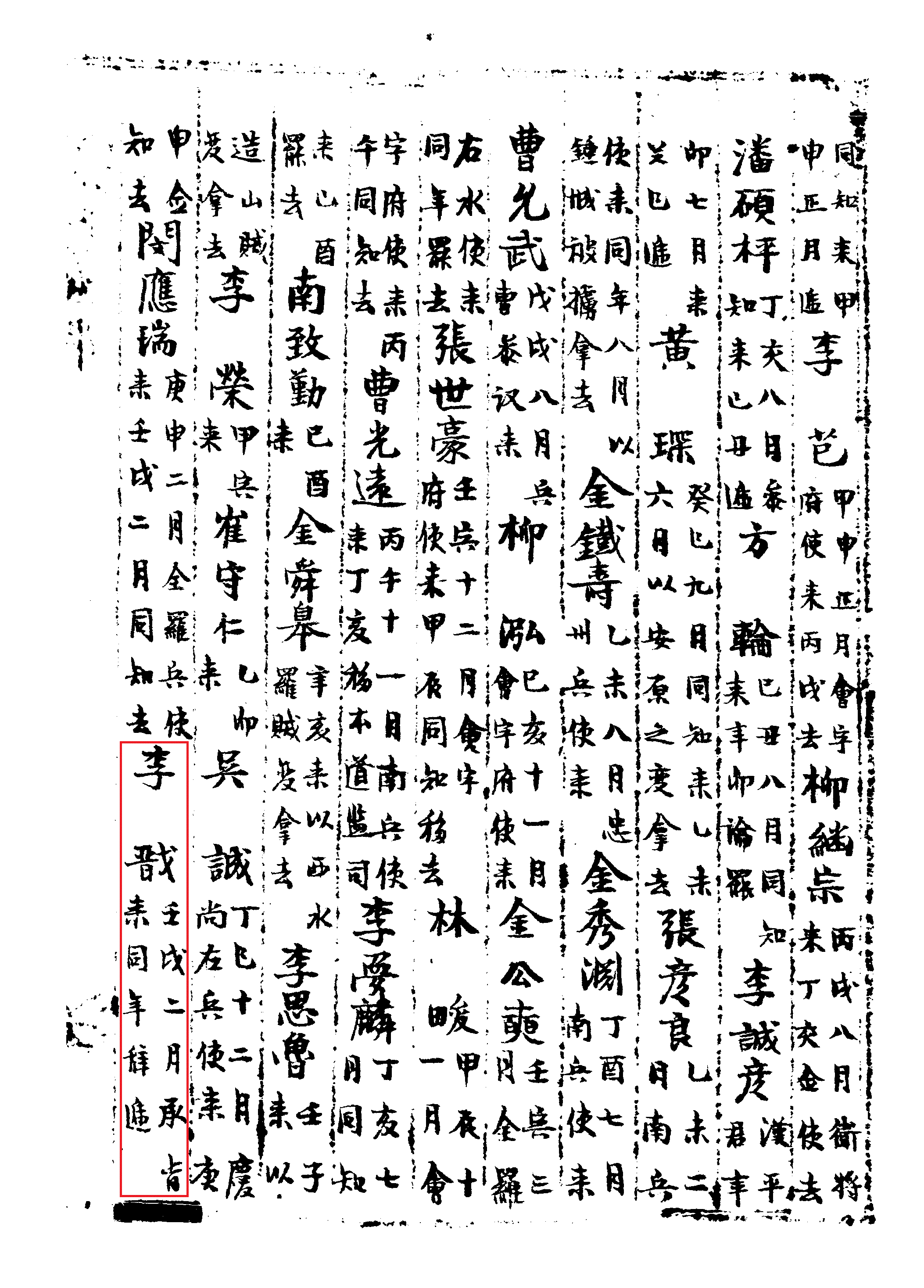
함경북도병마절도사 겸 경성부사 근무 기록 (경성군읍지, 1907년)
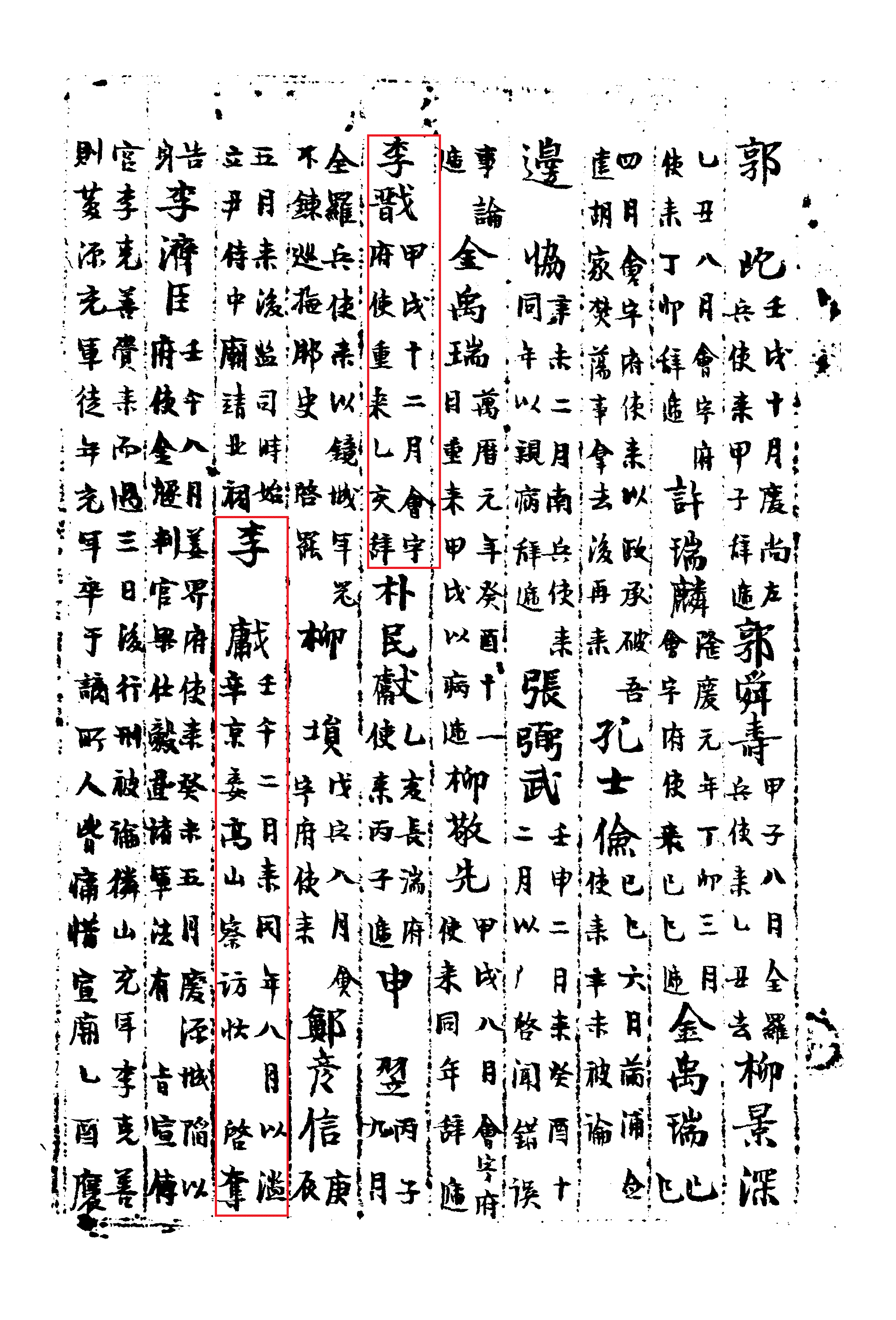
함경북도병마절도사 겸 경성부사 두번째 근무 기록 (경성군읍지, 1907년) 동생 이용(李庸+戈)의 근무기록 및 면직사유도 보인다.

## 가계
- 증조부 : 이징(李徵)
  - 종조부 : 이지영(李之英)
- 할아버지 : 이지방(李之芳, 1466년 10월 15일 - 1537년 12월 11일)
- 할머니 : 청송심씨(淸松沈氏, 1469년 11월 19일 ~ 1540년 10월 19일, 심안신의 딸)
  - 아버지 : 이광식(李光軾, 1493년 11월 7일 ~ 1563년 12월 15일)
  - 어머니 : 함안이씨(咸安李氏, 1492년 12월 1일 ~ 1536년 10월 7일, 양간공 이세응(李世應)의 딸, 충렬공 이방실의 7대손)
    - 형 : 이계변(李繼邊, 요절)
    - 형 : 이감(李戡, 1516년 10월 27일 - 1583년)
    - 형수 : 풍천 임씨(豊川任氏, 1515년 4월 12일 - 1556년 2월 1일), 좌참찬 정헌공 임권(任權)의 딸
      - 조카 : 이성헌(李成憲, 1534년 2월 22일 - 1601년 5월 8일)
        - 종손 : 이명남(李命男, 1556 ~ 1619)
        - 종손 : 이길남(李吉男, 초명은 영남(英男, 1561 ~1644), 송곡 이서우의 조부

    - 형수 : 예천윤씨(醴泉尹氏, 1538년 10월 28일 - 1624년 11월 11일), 윤연수(尹連壽)의 딸
      - 조카 : 이희헌(李希憲, 1569년 6월 15일? - 1651년 11월 28일)
      - 조카 : 이유헌(李有憲)
      - 조카 : 이의헌(李宜憲)

    - 동생 : 이용(李庸+戈, 1533년 - 1591년 1월)
    - 제수 : 칠원윤씨(漆原尹氏), 윤리(尹伊)의 딸, 윤탁연(尹卓然)의 누이
    - 제수 : 여산송씨(驪山宋氏), 송맹경(宋孟璟)의 딸, 광주 이극돈의 외증손
    - 누이 : 우계이씨(羽溪李氏)
    - 매부 : 윤강(尹綱), 파평인, 윤원개의 아들, 문정왕후, 윤원형, 윤원로, 윤원필의 조카

  - 부인 : 고성이씨(古城李氏), 형조좌랑 이광택(李光澤)의 딸, 자녀 없음
  - 부인 : 하빈이씨(河濱李氏), 부장 이윤우(李允耦(手+愚))의 딸
    - 장남 : 이준헌(李遵憲)
    - 며느리 : 평산신씨(平山申氏), 신직(申直)의 딸
    - 며느리 : 전주이씨 이명복(全州李氏 李明福, 1536년 ~ 1586년), 수도군 이덕생 5대손 평안도병마절도사 이구침(李耉琛)의 딸
      - 손자 : 이귀남(李貴男)
      - 손자 : 이복남(李福男, 1555년 - 1597년)
      - 손자 : 이덕남(李德男, 1557년 - 1592년 7월), 김화현감으로 전사
      - 손자 : 이인남(李仁男, 1559년 - 1592년 음력 4월 28일), 충주 탄금대 전투에서 전사

    - 딸 : 우계이씨(羽溪李氏)
    - 사위 : 한강(韓絳, 1535년 ~ 1629년 4월 26일[21])
      - 외손자 : 한호문(韓好問)
      - 외손자 : 한선문(韓善問)
      - 외손자 : 한의문(韓疑問, 1572년 ~ ?[22])
      - 외손자 : 한사문(韓思問)
      - 외손녀사위 : 윤길원(尹吉元, 1562년 ~ ?), 윤탁연의 아들

  - 부인 : 이름 미상
    - 아들 : 이경헌(李敬憲, ? - 1592년 음력 4월 28일), 충주 탄금대 전투에서 전사
      - 손자 : 이제남(李悌男)
      - 손자 : 이충남(李忠男)
      - 손자 : 이성남(李誠男)
      - 손녀사위 : 안인남(安仁男), 순흥인

    - 아들 : 이봉헌(李奉憲)
    - 아들 : 이승헌(李承憲, ? - 1592년 음력 4월 28일), 충주 탄금대 전투에서 전사
      - 손자 : 이준남(李峻男)

  - 첩 : 이름 미상, 변방의 관비(官婢) 출신 첩[23]
- 외할아버지 : 이세응(李世應, 1473년 ~ 1528년)
- 외할머니 : 경주김씨(慶州金氏), 사헌부집의 김순(金楯)의 딸

- 장인 : 이광택(李光澤), 형조좌랑, 본관은 고성, 행촌 이암의 동생 문열공 이교(李嶠) 7대손, 본처의 친정아버지
- 장모 : 연안김씨(宜人延安金氏), 부사 김협(金協)의 딸

- 장인 : 이윤우(李允耦(手+愚)), 부장(部將), 본관은 하빈, 후처의 친정아버지
- 장모 : 동래정씨(東萊鄭氏), 창원부사 정광보(鄭光輔)의 딸, 호음 정사룡(鄭士龍)의 누이
- 장모 : 여산송씨(礪山宋氏), 종묘서령 송세중(宋洗中)의 딸

## 기타
사위 한강(韓絳)과는 이중 인척관계를 형성했다. 그의 동생 이용(李庸+戈)의 처남 윤탁연의 아들 윤길원(尹吉元)은 그의 외손녀이며, 서원군(西原君) 한강(韓絳)의 딸과 결혼하였다.

## 참고 문헌
- 중종실록
- 명종실록
- 선조실록
- 선조수정실록
- 대동야승
- 국조보감
- 연려실기술
- 호성원종공신녹권